# Православний огляд
Православний огляд — щотижнева польська православна соціорелігійна газета, а також перший журнал такого типу в післявоєнній історії Польщі.

## Історія
Він публікується з 1985 року, спочатку під назвою Tygodnik Podlaski, як додаток до Tygodnik Polski, органу преси Християнсько-соціального союзу. 
1991 року журнал став незалежним і був перейменований у свою нинішню назву.

## Тематика
Православний огляд публікує статті польською, білоруською, українською та російською мовами православної громади в Польщі та за кордоном.
Тематика журналу включає інформацію про історію, вчення та сучасний стан православ'я в Польщі та інших країнах.
Значну частину кожного випуску займають статті про проблеми та культурні особливості національних меншин та їх роль у сучасній Польщі.
Журнал публікується у Білостоці накладом близько 5000 примірників.

## Колектив редакції
- Євгеніш Чиквін — головний редактор
- Анна Радзюкевич — заступник головного редактора
- Алова Матреньчик — секретар редакції
- Міхал Болтрик
- Наталія Климук
- Ян Макал
- Дорота Висоцька